# Crime no Sacopã
Crime no Sacopã é um filme brasileiro de 1963 do diretor Roberto Pires, que transforma em peça de ficção o polêmico homicídio ocorrido uma década antes, no Rio de Janeiro, conhecido por Crime do Sacopã, em alusão ao local em que ocorreu.

## Sinopse
O filme recria os fatos ocorrido em 6 de abril de 1952, procurando inocentar o tenente da Aeronáutica Alberto Bandeira, então condenado pelo homicídio, e colocando a vítima, o bancário Afrânio Arsênio de Lemos, como chantagista e conquistador.
Bandeira, condenado a quinze anos pelo crime, faz parte do elenco do filme.

## Elenco[1]
- Alberto Jorge Franco Bandeira
- Agildo Ribeiro
- Jorge Dória
- Mário Benvenutti
- Íris Bruzzi
- Maria Pompeu
- Rodolfo Arena
- Wilson Grey
- Jirrah Said
- Adriano Lisboa
- Álvaro Aguiar
- Delorges Caminha
- Francisco Millani
- Josef Kurtis
- Manuel Pêra
- Nestor de Montemar
- Yolanda Cardoso